# ジャパンキャピタルテレビ
株式会社ジャパンキャピタルテレビは、東京都の県域（都域）テレビジョン放送局の放送局免許を取得するために設立された企業である。設立発起人代表は竹内陽一。
東京メトロポリタンテレビジョン（TOKYO MX）と競願になったが、1993年2月、予備免許はTOKYO MXに交付され（1995年10月、本免許交付）、ジャパンキャピタルテレビの申請は免許拒否処分となった。ジャパンキャピタルテレビは郵政省に対して免許拒否処分の取り消しを求める異議申し立てを行ったが、1995年末、申し立ては棄却された。これを不服として同社は東京地方裁判所に提訴したが請求は却下、東京高等裁判所に控訴したものの再び敗訴、1998年、最高裁判所への上告を断念して判決が確定した。